# پره (مجارستان)
پِرِه (به مجاری:  Pere) یک شهرداری در مجارستان است که در بورشود-آبااوی-زمپلن واقع شده‌است. پره ۹٫۵۳ کیلومتر مربع مساحت و ۳۸۱ نفر جمعیت دارد.